# Manuel León Hoyos
Manuel León Hoyos (* 10. Februar 1989 in Mérida) ist ein mexikanischer Schachspieler.
Die mexikanische Einzelmeisterschaft konnte er 2010 in Mexiko-Stadt gewinnen. Er spielte für Mexiko bei drei Schacholympiaden: 2010 bis 2014.
Im Schach-Weltpokal 2011 scheiterte er in der ersten Runde an Alexei Schirow.
Im Jahre 2005 wurde ihm der Titel Internationaler Meister (IM) verliehen. Der Großmeister-Titel (GM) wurde ihm 2008 verliehen.
| Hier fehlt eine Grafik, die leider im Moment aus technischen Gründen nicht angezeigt werden kann. Wir arbeiten daran! |